# آني شناكنبيرغ
آني جين شناكنبيرغ (ألين قبل الزواج، 22 نوفمبر 1835-2 مايو 1905) مبشرة نيوزيلندية ميثودية، وعاملة في مجال الاعتدال والرعاية الاجتماعية، وناشطة حق تصويت المرأة. شغلت منصب رئيسة فرع أوكلاند للاتحاد النسائي المسيحي للاعتدال في نيوزيلندا بين عامي 1887-1897، ومنصب الرئيسة الوطنية للاتحاد النسائي المسيحي للاعتدال في نيوزيلندا بين عامي 1892-1901، وأشرفت على الحركة الأخيرة من الالتماس المقدم للحكومة لمنح المرأة حق التصويت في الانتخابات الوطنية. كانت أيضًا عضوة مؤسسة في المجلس الوطني للمرأة في نيوزيلندا.

## النشأة
ولدت آني جين ألين في ليمنجتون بريورز في واروكشاير في إنجلترا في 22 نوفمبر 1835، وهي الابنة الكبرى لإليزابيث دود (1808-1881) وإدوارد ألين (1811-1891). امتلك إدوارد مزرعةً، وأدار مع زوجته شركة للمنسوجات وفقًا لمسح إنجلترا عام 1861، وكانت آني جين ألين صانعة قبعات. أشقاؤها الأصغر هم ماري إليزابيث ألين هوبر (1837-1933)، وتوماس (1840-1925)، وإليزا ألين بيجلر (1843-1921)، وإدوارد ألين جونيور (1846-1936)، وجون (1848-1921).

## النشاط
أصبحت شناكنبيرغ نشطة في شؤون الكنيسة المحلية، وأصبحت قائدة كنيسة بيت ستريت الميثودية بحلول عام 1882. التقت خلال ذلك الوقت بإليزابيث كارادوس ونساء أخريات نشطن لاحقًا في الإصلاح الاجتماعي من أجل المرأة. كانت عضوة مؤسسة لفرع أوكلاند للاتحاد النسائي المسيحي في نيوزيلندا في عام 1885، إذ عملت مشرفةً على التعليم، وانتُخبت رئيسة في يناير 1887، وظلت في الخدمة حتى عام 1897. عُينت أيضًا في هيئة الإشراف الوطني لتعليم الاعتدال العلمي في المدارس في مؤتمر الاتحاد النسائي المسيحي للاعتدال في مارس 1891. انتُخبت في مارس 1892 رئيسة وطنية وخدمت حتى عام 1901. كانت خبرتها واسعة مع شعب الماوري وكانت طليقة في لغتهم لذا عُينت مشرفة وطنية على العمل الماوري في الاتحاد النسائي المسيحي للاعتدال في عام 1898. كانت أيضًا عضوة في مجلس إدارة مجلة ذا وايت ريبون.
تشكل المجلس الوطني للمرأة في عام 1896، ومثلت شناكنبيرغ الاتحاد النسائي المسيحي للاعتدال في الاجتماع الافتتاحي في كرايستشيرش، وعُينت نائبة للرئيس.
ترأست شناكنبيرغ عندما أُقرّ حق تصويت المرأة اجتماعًا عامًا احتفاليًا كبيرًا في أوكلاند في 28 سبتمبر 1893، وترأست بعد عام اجتماعًا ثانيًا للإبلاغ عن التقدم المحرز منذ الاجتماع الأول.
اتخذت شناكنبيرغ مواقف أخلاقية قوية في الدفاع عن المرأة، ودعت إلى أن يصبح الاعتدال جزءًا من المناهج المدرسية. لم تنجح في ذلك، لكن وزارة التعليم طلبت كتبًا مدرسية عن الاعتدال، ما جعل تدريس الاعتدال في المدارس ممكنًا. نظمت حملة من أجل رفع سن الموافقة إلى 21 عامًا «لأنه لا ينبغي أبدًا أن توافق فتاة أو امرأة على تدمير نفسها». عارضت قانون الأمراض المعدية لعام 1869، الذي سمح باحتجاز البغايا -دون زبائنهن- للفحص وعلاج الأمراض المنقولة جنسيًا، لأنه جعل ارتكاب الخطيئة أكثر أمانًا للرجال. عارضت شناكنبيرغ تدخين التبغ والوشوم.

### المنظمات المدنية الأخرى
كانت شناكنبيرغ قيادية في العديد من المنظمات المدنية الأخرى:
روضة أوكلاند اليوبيل، مشتركة ثم عضوة لجنة السيدات ثم الرئيسة.
- اتحاد الاعتدال وتحريم المسكرات في أوكلاند.
- مجلس تحريم المسكرات في مقاطعة أوكلاند.
- اتحاد خياطي أوكلاند.
- رابطة الامتياز النسائية في أوكلاند (والتي تحولت إلى الرابطة السياسية النسائية في أوكلاند).
- جمعية جبل ألبرت للامتناع التام.
- التحالف النيوزيلندي لكبح تجارة المشروبات الكحولية وحظرها، اللجنة الإدارية لفرع أوكلاند.
- الجمعية النيوزيلندية لحماية النساء والأطفال، فرع أوكلاند.
- جمعية الشابات المسيحية في أوكلاند، نائبة الرئيس والرئيسة بالإنابة لمدة عامين.

## الوفاة
تخلت عن رئاسة الاتحاد النسائي المسيحي للاعتدال في عام 1901 بسبب تدهور صحتها. اشتد مرضها في عام 1903، وتوفيت في 2 مايو 1905. دُفنت بجانب زوجها في مقبرة شارع سيموندس.